# Taoufik Lakhoua
 (octobre 2020).
Taoufik Lakhoua (arabe : توفيق لخوة) est un footballeur tunisien.
Il évolue durant sa carrière au poste de défenseur au sein du Club africain.

## Palmarès
Club africain
- Championnat de Tunisie (1) :
  - Champion : 1964.
- Coupe de Tunisie (1) :
  - Vainqueur : 1965.